# 6928 Lanna
6928 Lanna è un asteroide della fascia principale. Scoperto nel 1994, presenta un'orbita caratterizzata da un semiasse maggiore pari a 2,6810120 au e da un'eccentricità di 0,2341402, inclinata di 6,53971° rispetto all'eclittica.
L'asteroide è dedicato all'imprenditore ceco Vojtěch Lanna.